# Diego Piñeiro
Diego Piñeiro Martin, né le 12 septembre 1994 à Vigo, est un handballeur professionnel espagnol. Il mesure 1,92 m et pèse 102 kg. Il joue au poste de pivot pour le club de Dunkerque HGL depuis la saison 2018-2019. 

## Biographie
Originaire de Vigo, Diego Piñeiro intègre le centre de formation du SD Octavio avant de passer professionnel au sein du club de l'Ademar León en 2011. Après 7 saisons, il signe en France au sein de Dunkerque HGL.

## Palmarès

### En club
- Finaliste de la Coupe de France en 2019

### En équipe nationale
Équipe d'Espagne junior
- médaille de bronze au championnat d'Europe junior 2014